# ウィラメット大学医学部
ウィラメット大学医学部（-だいがくいがくぶ, Willamette University College of Medicine）は、米ウィラメット大学の廃止された医学校。1867年にオレゴン州で最初の医学校として開学し、1913年にオレゴン大学医学部と合併した。後のオレゴン健康科学大学（OHSU）である。

## 歴史
1867年、ウィラメット大学に医学部が正式に設置された。 設置以前の2年間、同校では医学が教えられていた。
当時の学長ジョセフ・H・ワイスは同学部設置に携わったとされる人物の一人だが、後に内部抗争のため学部を去った。ワイスは医学部で衛生学や顕微鏡法など、幾つかのクラスを教えた。ワイスはフィラデルフィア医科大学に通い、南北戦争で従軍する前の1950年に卒業した。女性は1877年まで同学部に通っていた。この時点で、医学部はユニヴァーシティー・ホール（現在のウォーラー・ホール）に移転した。
1880年、医学部はポートランドに移転したが、1895年に病院の特権を巡る論争でセイラム・キャンパスに戻った。医学部はウォーラー・ホールに戻され、その地域の他の建物も使用した。そして1906年、医学部はキャンパス北西部の新しい建物に移転した。

## 合併
1913年9月1日、医学部は正式にオレゴン大学医学部と合併。ウィラメット大学の医学部は廃止され、40人の学生はオレゴン大学の医学部キャンパスに移った。この時点で、オレゴン大学医学部はポートランド北西部のグッド・サマリタン病院キャンパスに移転した。更に1919年、同学部はポートランド南西部のマーカムヒルに移転した。同学部は現在でもOHSUとして存続している。

## 卒業生
- ウィリアム B. モース (1866-1944) - 1891年卒業。[5]
- B. L. スティーブス (1868-1933)[6]

## 典拠
1. 1 2 3 4 5 6 7  Horner, John B. (1921). Oregon: Her History, Her Great Men, Her Literature. J.K. Gill Company: Portland, OR
2. 1 2  Faculty Affairs at Medical College of the Pacific
3. 1 2 3 4 5  Salem Online History: Willamette University
4. ↑  Willamette University: History
5. ↑  Salem Pioneer Cemetery
6. ↑  Salem Online History: Historic Figures